# Командный чемпионат мира по спортивной ходьбе 2016
Командный чемпионат мира по спортивной ходьбе 2016 года прошёл 7—8 мая в Риме, столице Италии. Сильнейших выявляли взрослые спортсмены и юниоры до 20 лет (1997 года рождения и моложе). Были разыграны 10 комплектов медалей (по 5 в личном и командном зачёте).
Соревнования впервые прошли под новым названием. Прежде они были известны как Кубок мира по спортивной ходьбе, но в 2014 году ИААФ переименовала их в Командный чемпионат мира по спортивной ходьбе. При этом формат состязаний и состав дисциплин остался неизменным.
Изначально турнир должен был пройти в российском городе Чебоксары. Столица Чувашии получила право проведения двух подряд Кубков мира по спортивной ходьбе (2016, 2018) 15 ноября 2013 года на Совете ИААФ в Монако в отсутствие других кандидатов. Однако в ноябре 2015 года в результате допингового скандала членство Всероссийской федерации лёгкой атлетики в ИААФ было временно приостановлено, а Чебоксары лишены статуса организатора Кубка мира по ходьбе.
В сжатые сроки был найден новый хозяин турнира, итальянский Рим. Решение было принято 7 января 2016 года, всего за 4 месяца до старта соревнований.
В чемпионате не принимали участие российские ходоки в связи с бессрочным отстранением легкоатлетов страны от участия в международных соревнованиях из-за того же самого допингового скандала 2015 года.
На старт вышли 397 ходоков из 55 стран мира (187 мужчин, 105 женщин, 57 юниоров и 48 юниорок). В ходьбе на 50 км вместе с мужчинами на старт вышла американка Эрин Талкотт. Она стала первой женщиной в истории Кубков и командных чемпионатов мира, финишировавшей на дистанции 50 км. С результатом 4:51.08 она заняла последнее, 39-е место.
Старт заходов находился в районе Колизея, а основной 2-километровый круг проходил по трассе рядом с другой римской достопримечательностью, термами Каракаллы. Соревнования прошли при тёплой и ясной погоде.
Сразу несколько спортсменов стали рекордсменами турнира по количеству участий. Среди женщин Кристина Салтанович из Литвы и Сусана Фейтор из Португалии вышли на старт Кубка мира/командного чемпионата мира в 11 раз в истории, но обе не смогли финишировать. Для испанца Хесуса Анхеля Гарсии римский чемпионат стал 12-м (повторение рекорда соревнований), он тоже не закончил дистанцию, прекратив борьбу в середине захода на 50 км.
Каждая команда могла выставить до пяти спортсменов в каждый из взрослых заходов и до трёх в юниорских соревнованиях. Лучшие в командном зачёте определялись по сумме мест трёх лучших спортсменов среди взрослых и двух лучших — среди юниоров.

## Расписание
| Дата       | Время | Заход         |
| ---------- | ----- | ------------- |
| 7 мая 2016 | 09:30 | 10 км юниорки |
| 7 мая 2016 | 10:35 | 10 км юниоры  |
| 7 мая 2016 | 16:30 | 20 км мужчины |
| 7 мая 2016 | 18:15 | 20 км женщины |
| 8 мая 2016 | 09:00 | 50 км         |

Время местное (UTC+2)

## Медалисты
Сокращения: WR — мировой рекорд | AR — рекорд континента | NR — национальный рекорд | WJR — мировой рекорд среди юниоров | AJR — континентальный рекорд среди юниоров | NJR — национальный рекорд среди юниоров | CR — рекорд соревнований
Курсивом выделены участники, чей результат не пошёл в зачёт команды

### Мужчины и юниоры
| Дисциплина             | Золото                                                                               | Золото      | Серебро                                                                                          | Серебро     | Бронза                                                                                                 | Бронза      |
| ---------------------- | ------------------------------------------------------------------------------------ | ----------- | ------------------------------------------------------------------------------------------------ | ----------- | --- | ----------- |
| 20 км                  | Ван Чжэнь Китай                                                                      | 1:19.22     | Цай Цзэлинь Китай                                                                                | 1:19.34     | Альваро Мартин Испания                                                                                 | 1:19.36     |
| 20 км (команды)        | Китай · Ван Чжэнь · Цай Цзэлинь · Ван Кайхуа · Ли Тяньлэй · Чэнь Дин                 | 16 очков    | Канада · Бенджамин Торн · Иньяки Гомес · Эван Данфи · Матьё Билодо                               | 28 очков    | Эквадор · Андрес Чочо · Маурисио Артеага · Брайан Пинтадо · Хорди Хименес                              | 41 очко     |
| 50 км                  | Джаред Таллент [a] Австралия                                                         | 3:42.36 [a] | Игорь Главан [a] Украина                                                                         | 3:44.02 [a] | Марко Де Лука [a] Италия                                                                               | 3:44.47 [a] |
| 50 км (команды)        | Италия · Марко Де Лука · Теодорико Капоразо · Маттео Джуппони · Федерико Тонтодонати | 14 очков    | Украина · Игорь Главан · Иван Банзерук · Сергей Будза · Марьян Закальницкий · Андрей Гречковский | 25 очков    | Испания · Хосе Игнасио Диас · Франсиско Арсилья · Микель Одриосола · Пабло Олива · Хесус Анхель Гарсия | 30 очков    |
| Юниоры 10 км           | Чжан Цзюнь Китай                                                                     | 40.23       | Мануэль Бермудес Испания                                                                         | 40.27       | Ноэль Али Чама Мексика                                                                                 | 40.29       |
| Юниоры 10 км (команды) | Мексика · Ноэль Али Чама · Андрес Оливас                                             | 8 очков     | Перу · Сесар Аугусто Родригес · Ленин Мамани                                                     | 13 очков    | Япония · Масатора Кавано · Рютаро Ямамото · Масая Исикава                                              | 17 очков    |

a  10 августа 2016 года Спортивный арбитражный суд вынес решение о дисквалификации итальянского ходока Алекса Швацера на 8 лет. Его допинг-проба, взятая 1 января 2016 года, дала положительный результат на запрещённые анаболические стероиды. Легкоатлет, чья предыдущая дисквалификация за употребление допинга истекла только 29 апреля 2016 года, вновь лишился всех своих результатов, начиная с даты забора пробы, в том числе первого места на командном чемпионате мира по ходьбе — 2016 с результатом 3:39.00.

### Женщины и юниорки
| Дисциплина              | Золото                                                    | Золото         | Серебро                                                                                | Серебро     | Бронза                                                                        | Бронза         |
| ----------------------- | --------------------------------------------------------- | -------------- | -------------------------------------------------------------------------------------- | ----------- | ----------------------------------------------------------------------------- | -------------- |
| 20 км                   | Мария Гонсалес [b] Мексика                                | 1:26.17 [b] AR | Цеян Шэньцзе [b] Китай                                                                 | 1:26.49 [b] | Эрика де Сена [b] Бразилия                                                    | 1:27.18 [b] AR |
| 20 км (команды)         | Китай · Цеян Шэньцзе · Люй Сючжи · Ян Цзяюй · Не Цзинцзин | 14 очков       | Австралия · Реган Лэмбл · Беки Смит · Таня Холлидей · Рейчел Таллент · Стефани Стигвуд | 40 очков    | Колумбия · Сандра Аренас · Сандра Галвис · Есеида Каррильо · Арабелли Орхуэла | 58 очков       |
| Юниорки 10 км           | Ма Чжэнься Китай                                          | 45.25          | Ма Ли Китай                                                                            | 45.25       | Валерия Ортуньо Мексика                                                       | 45.28 AJR      |
| Юниорки 10 км (команды) | Китай · Ма Чжэнься · Ма Ли · Чжан Лифан                   | 3 очка         | Мексика · Валерия Ортуньо · Вивиан Кастильо · Илиана Гарсия                            | 9 очков     | Австралия · Клара Смит · Тайла Биллингтон · Зои Хант                          | 21 очко        |

b  Допинг-проба китайской спортсменки Лю Хун, взятая по окончании соревнований, дала положительный результат на запрещённую пищевую добавку хигенамин. 29 июля 2016 года стало известно, что ИААФ дисквалифицировала легкоатлетку на 1 месяц, а также аннулировала её результат на командном чемпионате мира по ходьбе — первое место с временем 1:25.59.